# Eugène Carrière
Eugène Anatole Carrière, född den 16 januari 1849 på Gournay-sur-Marne i Frankrike, död den 27 mars 1906 i Paris, var en fransk målare och litograf, och en av de mera betydande representanterna för den senromantiska riktningen i Frankrike. Hans måleri utmärkes av ett konturupplösande ljusdunkel i brungrå, nästan enahanda färgtoner.
Carrière studerade hos Alexandre Cabanel, och slog igenom 1879 med Ung moder, som återger hans hustrus drag. Detta och andra från hemmets värld hämtade motiv återkommer ofta i hans produktion, som helt inriktades på att stillsamt återge det bejälade uttrycket. Mest känd är han för sina porträtt av Paul Verlaine, Goncourt, Alphonse Daudet med flera. Hans Kristus på korset hänger på Louvren, och på Sorbonne och Hôtel de ville finns arbeten av honom och han är representerad vid bland annat Göteborgs konstmuseum och Thielska Galleriet. Han utgav ofta sina tavlor som litografier.

## Galleri

Madame Eugène Carrière (1893)
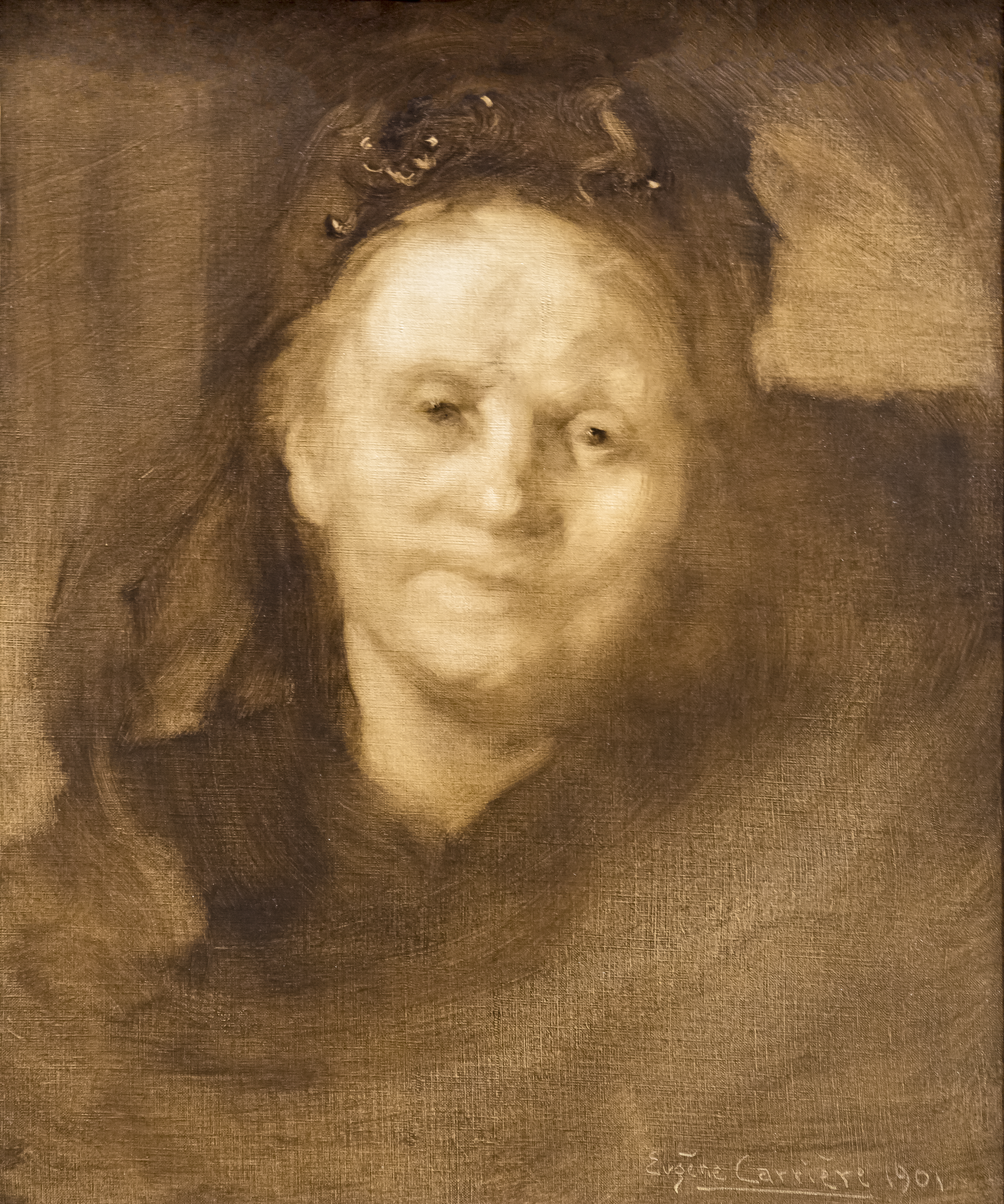
Portrait of Madame Auguste Bonheur (1901)
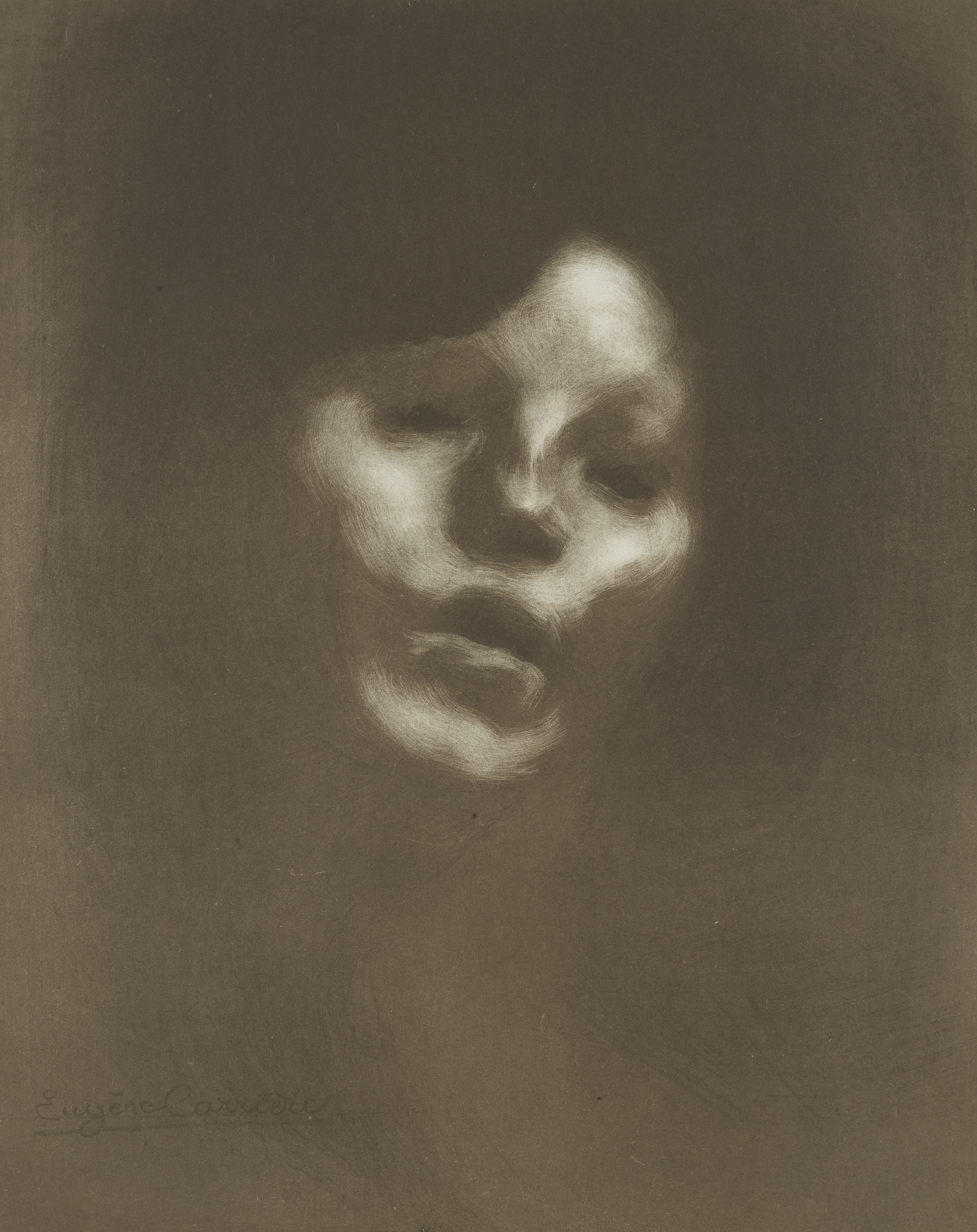
Mlle Marguerite Carrière sjunger (1901)
The Contemplator (1901)
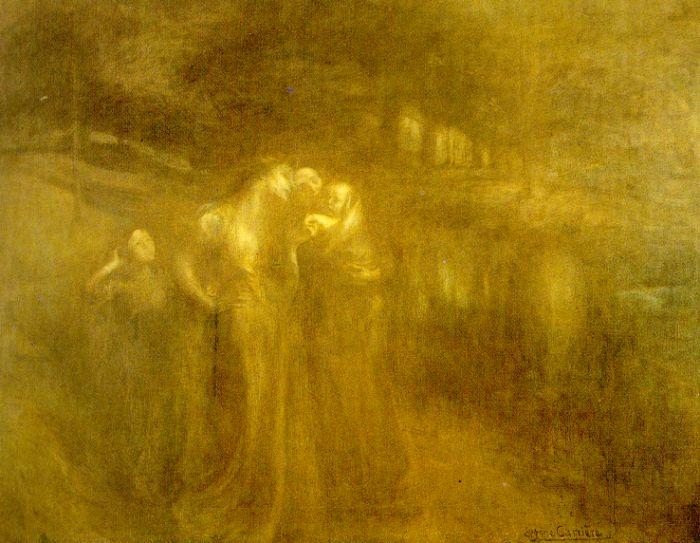
The Young Mothers (c:a 1910)

### Noter

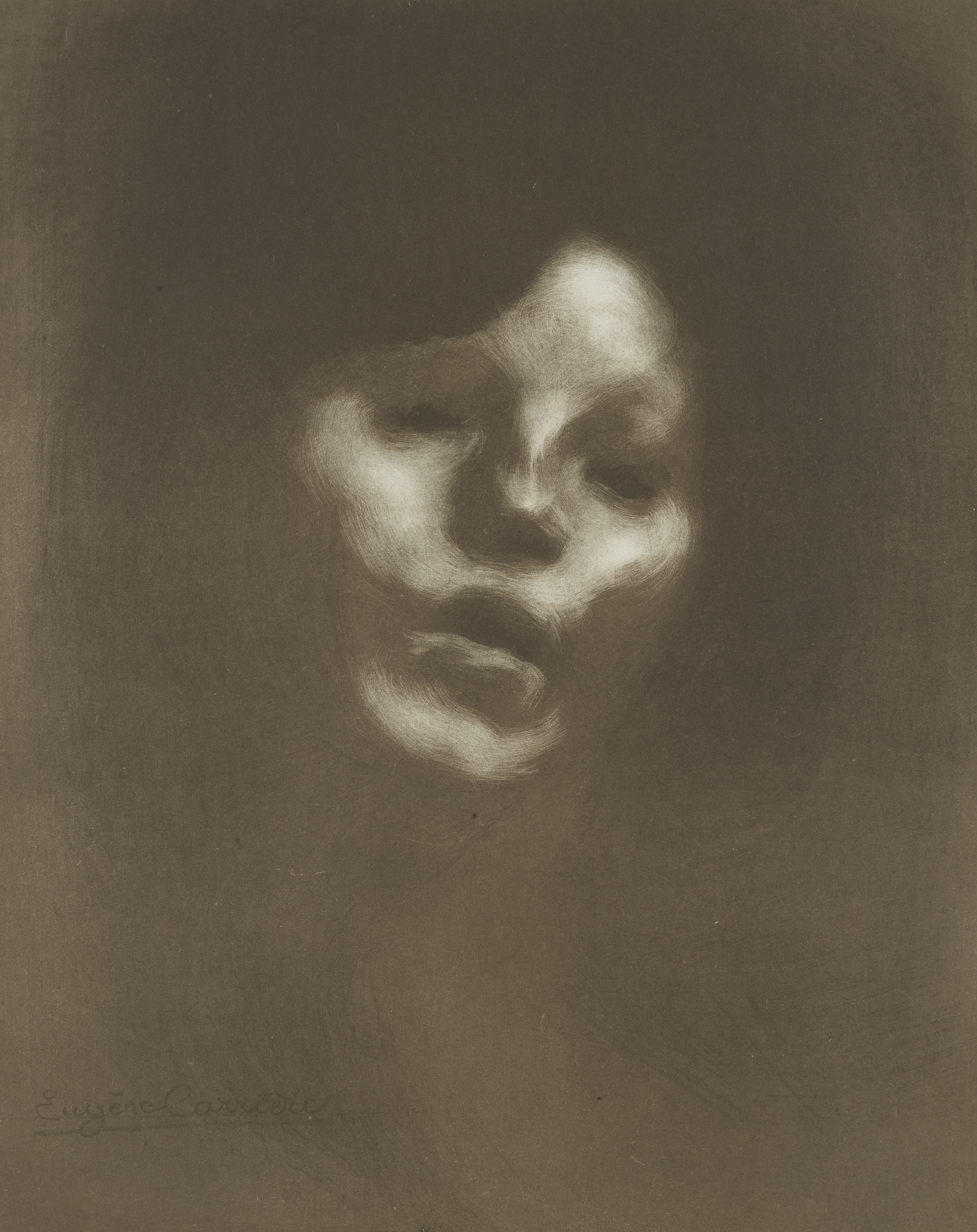
Mlle Marguerite Carrière sjunger (1901, Thielska Galleriet)